# Joan Chen
Joan Chen (陳冲T, 陈冲S, Chén ChōngP) (Shanghai, 26 aprile 1961) è un'attrice e regista cinese naturalizzata statunitense.

## Biografia
Nata in una famiglia di dottori, Chong ha frequentato la Shanghai Film Academy e lo Shanghai Institute of Foreign Languages, prima di essere scoperta dal regista cinese Jin Xie, che l'ha scelta per il film Qingchun (1977). Con l'interpretazione in Xiao hua (1980) l'attrice cinese ha vinto il premio per la migliore attrice cinese, ottenendo il titolo di "Elizabeth Taylor della Cina".
All'età di vent'anni si è trasferita negli Stati Uniti, dove ha studiato cinema presso la California State University, a Northridge. Nel 1989 è diventata cittadina statunitense. Il suo primo film a Hollywood è Tai-Pan, girato in Cina, con il quale ottiene molto successo recitando a fianco dell'attore Bryan Brown. Ottiene altri successi con il film L'ultimo imperatore di Bernardo Bertolucci e con la serie televisiva I segreti di Twin Peaks di David Lynch, dove interpreta Josie Packard.
Nel 1992 il settimanale People ha inserito Joan Chen tra le 50 donne più belle del mondo. Nel 1996 è stata membro della giuria del Festival internazionale del cinema di Berlino. Nel 2014 è membro della Giuria del Concorso in occasione della 71ª Mostra internazionale d'arte cinematografica di Venezia. Nel 2002 ha esordito nella regia con il film drammatico Autumn in New York interpretato da Richard Gere e Winona Ryder.

### Vita privata
Joan Chen si è sposata due volte. Dal 1985 al 1990 è stata sposata con l'attore Jim Lau. Dal 18 gennaio 1992 è sposata con il cardiologo Peter Hui dal quale ha avuto due figlie; vive a San Francisco col marito e le figlie, ma trascorre gran parte dell'anno a Shanghai con la sua famiglia.

## Omaggi
Il gruppo musicale indie rock Xiu Xiu prende il nome dal suo film Xiu Xiu: The Sent Down Girl.

## Filmografia

### Attrice

#### Cinema
- Qingchun, regia di Jin Xie (1977)
- Hai wai chi zi, regia di Fan Ou e Jitian Xing (1979)
- Xiao hua, regia di Tseng Chang (1980)
- Su xing, regia di Wenji Teng (1981)
- Peking Encounter, regia di E.W. Swackhamer (1981)
- Dim Sum: A Little Bit of Heart, regia di Wayne Wang (1985)
- E nan, regia di Frankie Chan (1986)
- Tai-Pan, regia di Daryl Duke (1986)
- J.J. Stryker (The Night Stalker), regia di Max Kleven (1987)
- L'ultimo imperatore (The Last Emperor), regia di Bernardo Bertolucci (1987)
- Giochi di morte (The Blood of Heroes), regia di David Webb Peoples (1989)
- Sotto massima sorveglianza (Wedlock), regia di Lewis Teague (1991)
- Strangers, regia di Joan Tewkesbury (1992)
- La spiaggia delle tartarughe (Turtle Beach), regia di Stephen Wallace (1992)
- Fuoco cammina con me (Twin Peaks: Fire Walk with Me), regia di David Lynch, scene tagliate (1992)
- Tra cielo e terra (Heaven & Earth), regia di Oliver Stone (1993)
- Le tentazioni di un monaco (You Seng), regia di Clara Law (1993)
- Golden Gate, regia di John Madden (1994)
- Sfida tra i ghiacci (On Deadly Ground), regia di Steven Seagal (1994)
- Red Rose White Rose (Hong mei gui, bai mei gui), regia di Stanley Kwan (1994)
- In trappola (The Hunted), regia di J.F. Lawton (1995)
- Il tocco del diavolo (Wild Side), regia di Donald Cammell (1995)
- Dredd - La legge sono io (Judge Dredd), regia di Danny Cannon (1995)
- 2049 - L'ultima frontiera (Precious Find), regia di Philippe Mora (1996)
- Purple Storm (Zi yu feng bao), regia di Teddy Chan (1999)
- What's Cooking?, regia di Gurinder Chadha (2000)
- Mo li hua kai, regia di Yong Hou (2004)
- Salvare la faccia (Saving Face), regia di Alice Wu (2004)
- Avatar, regia di Jian Hong Kuo (2004)
- Sunflower (Xiang ri kui), regia di Yang Zhang (2005)
- Americanese, regia di Eric Byler (2006)
- The Home Song Stories, regia di Tony Ayres (2007)
- Lussuria - Seduzione e tradimento (Se, jie), regia di Ang Lee (2007)
- The Sun Also Rises (Tai yang zhao chang sheng qi), regia di Wen Jiang (2007)
- All God's Children Can Dance, regia di Robert Logevall (2007)
- The Leap Years, regia di Jean Yeo (2008)
- Shi Qi, regia di Joe Chow (2008)
- 24 City (Er shi si cheng ji), regia di Zhang Ke Jia (2008)
- Mao's Last Dancer, regia di Bruce Beresford (2009)
- Love in Disguise (Lian ai tong gao), regia di Leehom Wang (2010)
- Color Me Love (Ai chu se), regia di Alexi Tan (2010)
- 1911 (Xinhai geming), regia di Jackie Chan e Li Zhang (2011)
- Kiss, His First, regia di Ilkka Järvi-Laturi (2011)
- White Frog, regia di Quentin Lee (2012)
- Passion Island (Yit oi dou), regia di Kwok-Leung Gan (2012)
- Let It Be (Shao an wu zao), regia di Jinxiao Song (2012)
- Ava, regia di Tate Taylor (2020)
- Tigertail, regia di Alan Yang (2020)
- The Wedding Banquet, regia di Andrew Ahn (2025)

#### Film TV
- Safe Harbor - Film TV, regia di Michael Ray Rhodes (1984)
- Giustizia d'acciaio (Steel Justice) - Film TV, regia di Christopher Crowe (1992)
- L'ombra di uno sconosciuto (Shadow of a Stranger) - Film TV, regia di Richard Friedman (1992)
- In a Class of His Own - Film TV, regia di Robert Munic (1999)
- Hemingway & Gellhorn - Film TV, regia di Philip Kaufman (2012)

#### Serie TV
- Matt Houston – serie TV, episodio 2x12 (1983)
- Mike Hammer investigatore privato (Mike Hammer) - serie TV, episodi 1x1-1x2 (1984)
- Supercar (Knight Rider) - serie TV, episodio 3x1 (1984)
- Miami Vice - serie TV, episodi 1x13 e 1x14 (1985)
- MacGyver - serie TV, episodio 1x2 (1985)
- Heartbeat - serie TV, episodio pilota (1988)
- Oltre la legge - L'informatore (Wiseguy) - serie TV, episodio 2x08 (1989)
- I segreti di Twin Peaks (Twin Peaks) - serie TV, 29 episodi (1990-1991)
- Children of the Dragon - serie TV (1991)
- Nightmare Cafe - serie TV, episodio pilota (1992)
- I racconti della cripta (Tales from the Crypt) - serie TV, episodio 5x04 (1993)
- Homicide (Homicide: Life on the Street) - serie TV, episodio 5x15 (1997)
- Oltre i limiti (The Outer Limits) - serie TV, episodio 4x24 (1998)
- Newcomers to the Middle-Aged (Ren dao zhong nian) - serie TV (2009)
- Journey to the West (Xi you ji) - serie TV (2010)
- Fringe - serie TV, episodio 3x13 (2011)
- Marco Polo - serie TV (2014-2016)
- A Murder at the End of the World - serie TV (2023)

### Regista
- Tian yu (1998)
- Autumn in New York (2000)
- Shanghai Strangers (2012)

## Doppiatrici italiane
- Rossella Izzo in L'ultimo imperatore, I segreti di Twin Peaks, Marco Polo, A Murder at the End of the World
- Cristina Boraschi in Sfida tra i ghiacci, Dredd - La legge sono io
- Laura Romano in Lussuria - Seduzione e tradimento, Hemingway & Gellhorn
- Emanuela Rossi in Tai-Pan
- Barbara De Bortoli in Giochi di morte
- Francesca Guadagno in Sotto massima sorveglianza
- Micaela Esdra in Tra cielo e terra
- Eva Ricca in In trappola
- Laura Boccanera in Fringe